# Gonocalyx pterocarpus
Gonocalyx pterocarpus är en ljungväxtart som först beskrevs av Donnell Smith, och fick sitt nu gällande namn av J.L. Luteyn. Gonocalyx pterocarpus ingår i släktet Gonocalyx och familjen ljungväxter. Inga underarter finns listade i Catalogue of Life.